# Commiphora sennii
Commiphora sennii är en tvåhjärtbladig växtart som beskrevs av Emilio Chiovenda. Commiphora sennii ingår i släktet Commiphora och familjen Burseraceae. Inga underarter finns listade i Catalogue of Life.